# John Thomas (photographe)
Pour les articles homonymes, voir John Thomas et Thomas.
John Thomas, né le 14 avril 1838 à Llanfair Clydogau et mort le 14 octobre 1905 à Liverpool, est un photographe britannique d'origine galloise. Il est connu pour ses portraits et ses photos de bâtiments religieux.

## Biographie
Né à Llanfair Clydogau (proche de Lampeter) en 1838, John Thomas étudie dans le village de Cellan. Durant une courte période, il travaille comme salarié dans un magasin de tissus à Lampeter. En 1853, il rejoint Liverpool à pied et il y reste dix ans, toujours comme employé dans un magasin de tissus.
En 1863, il devient directeur d'un atelier de photographie à Liverpool. En 1867, il fonde la "Galerie Cambrian" à Liverpool, un atelier qui produit des cartes de visite et de vœux.
Il décède en 1905 dans la maison de son fils Albert Ivor (1870-1911). Il est enterré au cimetière de Anfield (en), à Liverpool.

### Liens familiaux
Marié à Elizabeth, John Thomas est le père du chirurgien William Thelwall Thomas (en), pionnier des techniques antiseptiques.

## Dans les collections publiques
John Thomas a vendu une sélection d'environ 3 100 négatifs à l'historien et auteur Sir Owen Morgan Edwards (en). Ses descendants les ont ensuite offerts à la Bibliothèque nationale du pays de Galles ; dans les années 1970, la collection a été cataloguée et préparée pour devenir accessible avec des nouvelles techniques. La collection a été numérisée en 2001.

## Œuvres

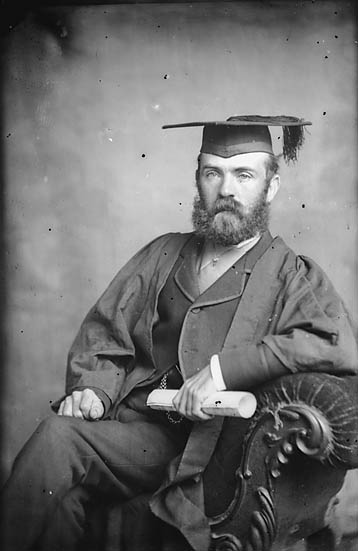
Thomas Powel (en), 1875
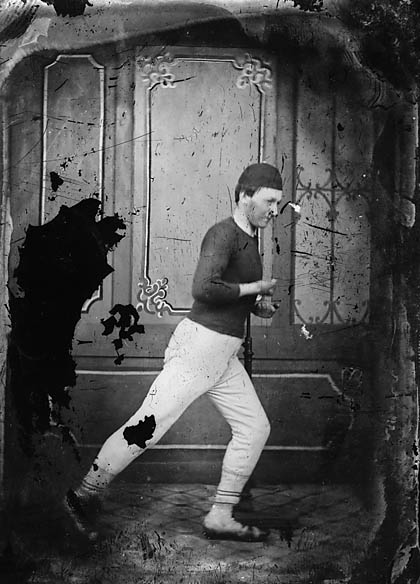
Un boxeur, 1875
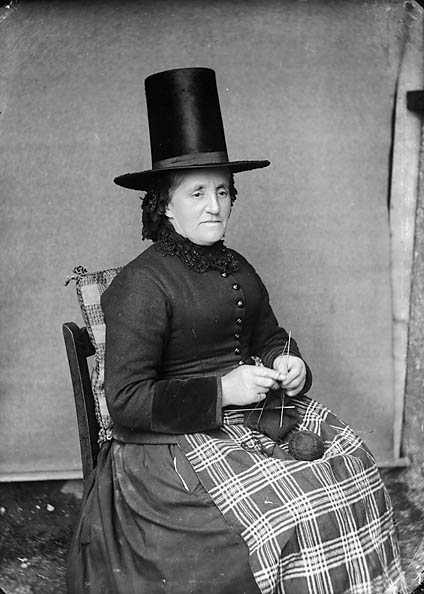
Femme en vêtements traditionnels 1885
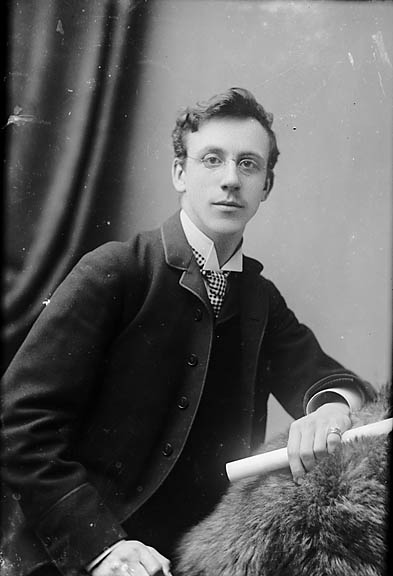
Son fils William Thelwall (1865-1927) (en)
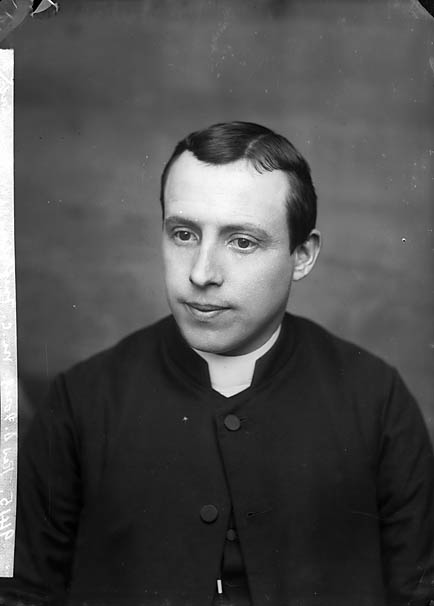
Reverend D. Jones 1885
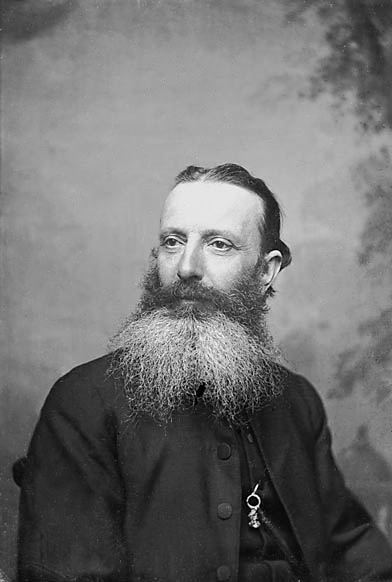
William Morgan, vicaire de Llandderfel 1875
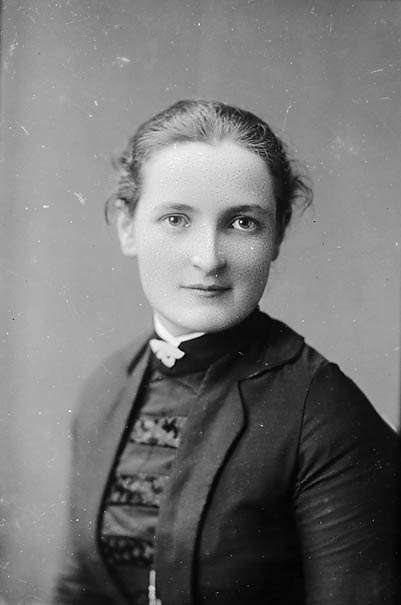
Mlle Powell 1885
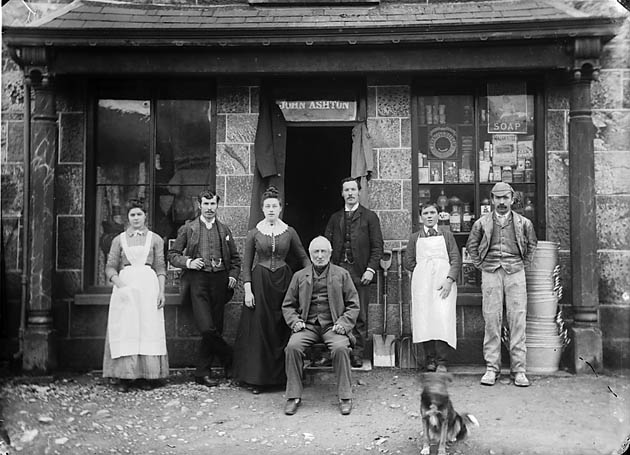
Mr Ashton, sa famille et deux salariés 1885
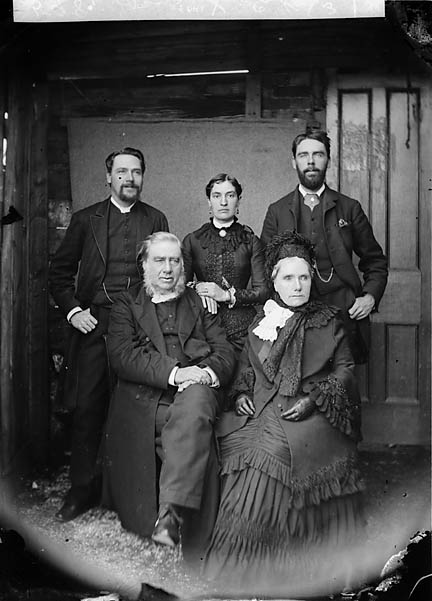
Famille Jones 1883
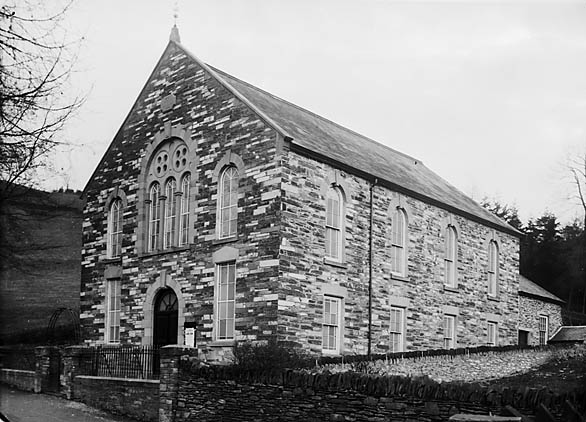
Église baptiste, 1885
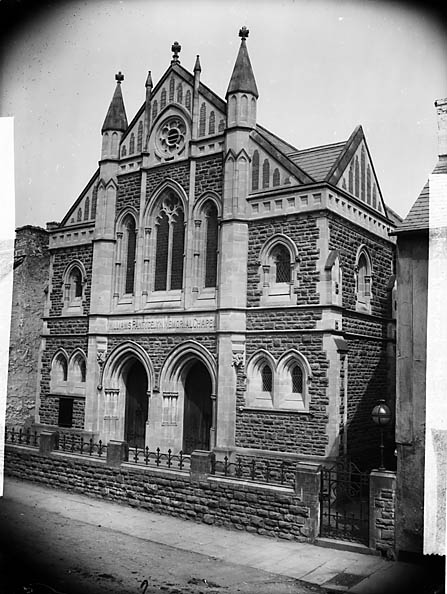
Williams Pantycelyn Memorial Chapel 1885
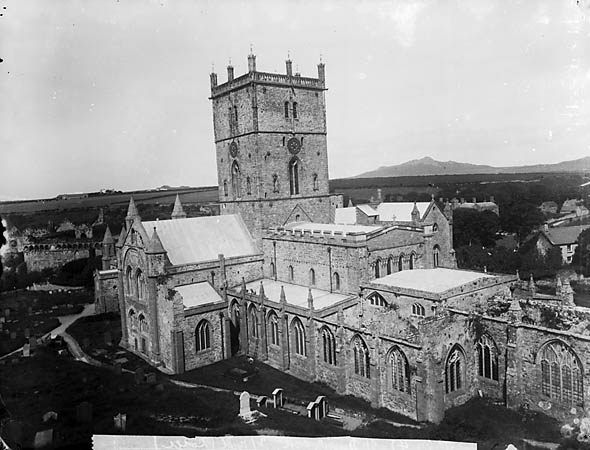
Cathédrale St Davis 1885
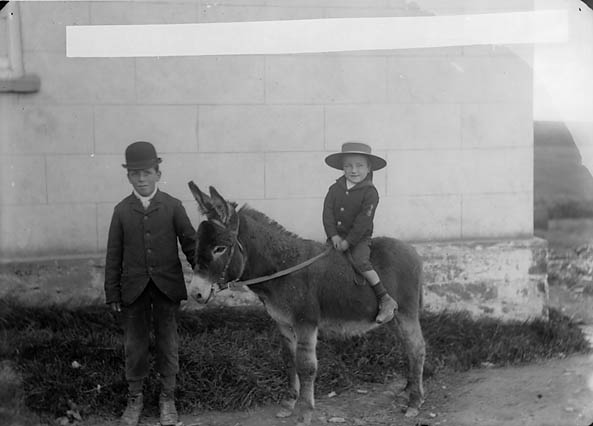
Garçon sur un âne, Pembroke 1885